# Peter Anton Moosbrugger
Peter Anton Moosbrugger (* 30. Juni 1732 in Schoppernau; † 20. Juni 1806 ebenda) war ein Stuckateur, und arbeitete vor allem mit seinem Bruder Andreas Moosbrugger zusammen. Er gehört zur Familie Moosbrugger.

## Leben
Peter Anton Moosbrugger wurde als fünfter und letzter Sohn des Franz Josef Moosbrugger geboren. Am 13. November heiratete er Barbara Moosbrugger aus Schoppernau. Aus dieser Ehe entstammen vier erwachsene Söhne.
- Am 21. November 1764 wurde Josef Anton geboren, der Stuckateur und Marmorierer wurde.
- Am 4. Januar 1767 wurde Johann Michael geboren, der Stuckateur wurde.
- Am 23. Juli 1769 wurde Johann Jakob geboren, über dessen beruflichen Werdegang nichts bekannt ist.
- Am 1. Juli 1774 wurde Josef Simon geboren, der Stuckateur und Marmorierer wurde.

### Berufliche Laufbahn
Aus den spärlichen Aufzeichnungen muss angenommen werden, dass Peter Anton Moosbrugger um 1760 außerhalb seiner Ausbildung als Stuckateur erworben hat. Mit 33 Jahren war er erstmals Hauptverantwortlicher für eine Dekoration, als er 1766 als Leiter des Moosburgischen Trupps nach Wädenswil aufbrach. 
Oft wechselte die Verantwortung, von einer Baustelle zur anderen, zwischen ihm und seinem Bruder Andreas Moosbrugger einander ab, wobei ihr Honorar in der Regel gleich hoch war, egal wer die Leitung innehatte. Die rege Tätigkeit der Moosbrugger Brüder zwischen 1775 und 1785 lässt darauf schließen, dass sie zwei Trupps bildeten.
Gesamthaft bildet das Werk der Brüder Andreas und Peter Anton eine Einheit, was es schwierig macht, einzelne Werke einem der Brüder oder ihren zwölf Nachfahren zuzuordnen.

## Werke als Stuckateur (Auswahl)
- Neues Schloss Tettnang, 1758–1761
- Reformierte Kirche Oberrieden, 1761
- Reformierte Kirche Wädenswil, 1766–1767
- Reformierte Kirche Teufen AR, 1777
- Reformierte Kirche Trogen, 1780
- Reformierte Kirche Horgen, 1780–1781
- Abtei Mehrerau bei Bregenz, 1781
- Pfarrkirche St. Jakob in Cham ZG, 1785
- Mehrere Wohnhäuser in Trogen AR, 1785
- Reformierte Kirche Kloten, 1786
- Pfarrkirche St. Leonhard in Ingenbohl, 1788